# Microtus paradoxus
Microtus paradoxus là một loài động vật có vú trong họ Cricetidae, bộ Gặm nhấm. Loài này được Ognev & Heptner mô tả năm 1928.